# Фресниљо (Фресниљо, Закатекас)
Фресниљо (шп. Fresnillo) насеље је у Мексику у савезној држави Закатекас у општини Фресниљо. Насеље се налази на надморској висини од 2178 м.

## Становништво
Према подацима из 2010. године у насељу је живело 120944 становника.

### Хронологија
| Година       | 2000                  | 2005                   | 2010                   |
| ------------ | --------------------- | ---------------------- | ---------------------- |
| Становништво | 97023 (46516 / 50507) | 110892 (53305 / 57587) | 120944 (58325 / 62619) |

### Попис
| \| \| м \| \| \| ж \| \| 0—2 \| 3.596 \| \| \| 3.569 \| \| 3—5 \| 3.821 \| \| \| 3.603 \| \| 6—11 \| 7.290 \| \| \| 7.211 \| \| 12—14 \| 3.540 \| \| \| 3.530 \| \| 15—17 \| 3.592 \| \| \| 3.478 \| \| 18—24 \| 7.642 \| \| \| 8.119 \| \| 60+ \| 4.069 \| \| \| 5.017 \| \| Просек : \| 27,9 \| \| \| 29,3 \| |       |  |  |       |
| |       |  |  |       |
| | м     |  |  | ж     |
| 0—2 | 3.596 |  |  | 3.569 |
| 3—5 | 3.821 |  |  | 3.603 |
| 6—11 | 7.290 |  |  | 7.211 |
| 12—14 | 3.540 |  |  | 3.530 |
| 15—17 | 3.592 |  |  | 3.478 |
| 18—24 | 7.642 |  |  | 8.119 |
| 60+ | 4.069 |  |  | 5.017 |
| Просек : | 27,9  |  |  | 29,3  |

| #   | Индикатор                                                                                        | Вредност |
| --- | ------------------------------------------------------------------------------------------------ | -------- |
| 1   | Становништво од 0 до 2 године                                                                    | 7165     |
| 2   | Мушко становништво од 0 до 2 године                                                              | 3596     |
| 3   | Женско становништво од 0 до 2 године                                                             | 3569     |
| 4   | Становништво са 3 и више година                                                                  | 110525   |
| 5   | Мушко становништво са 3 и више година                                                            | 53107    |
| 6   | Женско становништво са 3 и више година                                                           | 57418    |
| 7   | Становништво са 5 и више година                                                                  | 105543   |
| 8   | Мушко становништво са 5 и више година                                                            | 50541    |
| 9   | Женско становништво са 5 и више година                                                           | 55002    |
| 10  | Становништво са 12 и више година                                                                 | 88600    |
| 11  | Мушко становништво са 12 и више година                                                           | 41996    |
| 12  | Женско становништво са 12 и више година                                                          | 46604    |
| 13  | Становништво са 15 и више година                                                                 | 81530    |
| 14  | Мушко становништво са 15 и више година                                                           | 38456    |
| 15  | Женско становништво са 15 и више година                                                          | 43074    |
| 16  | Становништво са 18 и више година                                                                 | 74460    |
| 17  | Мушко становништво са 18 и више година                                                           | 34864    |
| 18  | Женско становништво са 18 и више година                                                          | 39596    |
| 19  | Становништво од 3 до 5 година                                                                    | 7424     |
| 20  | Мушко становништво од 3 до 5 година                                                              | 3821     |
| 21  | Женско становништво од 3 до 5 година                                                             | 3603     |
| 22  | Становништво од 6 до 11 година                                                                   | 14501    |
| 23  | Мушко становништво од 6 до 11 година                                                             | 7290     |
| 24  | Женско становништво од 6 до 11 година                                                            | 7211     |
| 25  | Становништво од 8 до 14 година                                                                   | 16654    |
| 26  | Мушко становништво од 8 до 14 година                                                             | 8329     |
| 27  | Женско становништво од 8 до 14 година                                                            | 8325     |
| 28  | Становништво од 12 до 14 година                                                                  | 7070     |
| 29  | Мушко становништво од 12 до 14 година                                                            | 3540     |
| 30  | Женско становништво од 12 до 14 година                                                           | 3530     |
| 31  | Становништво од 15 до 17 година                                                                  | 7070     |
| 32  | Мушко становништво од 15 до 17 година                                                            | 3592     |
| 33  | Женско становништво од 15 до 17 година                                                           | 3478     |
| 34  | Становништво од 18 до 24 године                                                                  | 15761    |
| 35  | Мушко становништво од 18 до 24 године                                                            | 7642     |
| 36  | Женско становништво од 18 до 24 године                                                           | 8119     |
| 37  | Женско становништво од 15 до 49 година                                                           | 33356    |
| 38  | Становништво са 60 и више година                                                                 | 9086     |
| 39  | Мушко становништво са 60 и више година                                                           | 4069     |
| 40  | Женско становништво са 60 и више година                                                          | 5017     |
| 41  | Однос између мушкараца и жена                                                                    | 93.14    |
| 42  | Становништво од нуле до 14 година                                                                | 36160    |
| 43  | Становништво од 15 до 64 године                                                                  | 75293    |
| 44  | Становништво од 65 година и више                                                                 | 6237     |
| 45  | Просечан број деце                                                                               | 2.33     |
| 46  | Становништво рођено у ентитету                                                                   | 105311   |
| 47  | Мушко становништво рођено у ентитету                                                             | 50632    |
| 48  | Женско становништво рођено у ентитету                                                            | 54679    |
| 49  | Становништво рођено у другом ентитету                                                            | 11366    |
| 50  | Мушко становништво рођено у другом ентитету                                                      | 5591     |
| 51  | Женско становништво рођено у другом ентитету                                                     | 5775     |
| 52  | Становништво од 5 година и више резидентно у ентитету у јуну 2005. године                        | 101095   |
| 53  | Мушко становништво старосног доба од 5 година и више, резидентно у ентитету у јуну 2005. године  | 48045    |
| 54  | Женско становништво старосног доба од 5 и више година, резидентно у ентитету у јуну 2005. године | 53050    |
| 55  | Становништво од 5 година и више које је живело у другом ентитету у јуну 2005. године             | 2726     |
| 56  | Мушко становништво старије од 5 година које је живело у другом ентитету у јуну 2005. године      | 1422     |
| 57  | Женско становништво старије од 5 година које је живело у другом ентитету у јуну 2005. године     | 1304     |
| 58  | Становништво од 3 године и више које говори аутохтони језик                                      | 395      |
| 59  | Мушко становништво старо 3 године и више које говори аутохтони језик                             | 213      |
| 60  | Женско становништво старо 3 године и више које говори аутохтони језик                            | 182      |
| 61  | Становништво од 3 године и више које говори аутохтони језик и не говори шпански језик            | 1        |
| 62  | Мушко становништво старо 3 године и више које говори аутохтони језик и не говори шпански         | 0        |
| 63  | Женско становништво старо 3 године и више које говори аутохтони језик и не говори шпански језик  | 1        |
| 64  | Становништво старо 3 године и више које говори аутохтони језик и шпански                         | 236      |
| 65  | Мушко становништво старо 3 године и више које говори аутохтони језик и шпански                   | 131      |
| 66  | Женско становништво старо 3 године и више које говори аутохтони језик и шпански                  | 105      |
| 67  | Становништво од 5 година и више које говори аутохтони језик                                      | 379      |
| 68  | Становништво од 5 година и више које говори аутохтони језик и не говори шпански језик            | 1        |
| 69  | Становништво од 5 година и више које говори аутохтони језик и говори шпански језик               | 227      |
| 70  | Становништво у домородачким домаћинствима                                                        | 806      |
| 71  | Становништво са ограничењима у активностима                                                      | 4654     |
| 72  | Становништво са ограниченим ходањем или кретањем, горе или доле                                  | 2521     |
| 73  | Становници са ограничењима вида, чак и уз кориштење сочива                                       | 1297     |
| 74  | Становништво са ограничењима говора, комуникације или конверзације                               | 334      |
| 75  | Становништво са ограниченим слухом                                                               | 446      |
| 76  | Становништво са ограничењима при одевању, купању или јелу                                        | 175      |
| 77  | Становништво са ограничењима у опажању или учењу једноставних ствари                             | 181      |
| 78  | Становништво са менталним ограничењима                                                           | 460      |
| 79  | Становништво без ограничења активности                                                           | 112552   |
| 80  | Становништво од 3 до 5 година које не похађа школу                                               | 3933     |
| 81  | Мушко становништво од 3 до 5 година које не похађа школу                                         | 2022     |
| 82  | Женско становништво од 3 до 5 година које не похађа школу                                        | 1911     |
| 83  | Становништво од 6 до 11 година које не похађа школу                                              | 399      |
| 84  | Мушко становништво од 6 до 11 година које не похађа школу                                        | 233      |
| 85  | Женско становништво од 6 до 11 година које не похађа школу                                       | 166      |
| 86  | Становништво од 12 до 14 година које не похађа школу                                             | 567      |
| 87  | Мушко становништво од 12 до 14 година које не похађа школу                                       | 317      |
| 88  | Женско становништво од 12 до 14 година које не похађа школу                                      | 250      |
| 89  | Становништво од 15 до 17 година похађа школу                                                     | 4641     |
| 90  | Мушко становништво од 15 до 17 година похађа школу                                               | 2312     |
| 91  | Женско становништво између 15 и 17 година живота у школи                                         | 2329     |
| 92  | Становништво од 18 до 24 године похађа школу                                                     | 4952     |
| 93  | Мушко становништво од 18 до 24 године похађа школу                                               | 2413     |
| 94  | Женско становништво од 18 до 24 године похађа школу                                              | 2539     |
| 95  | Становништво од 8 до 14 година које не може да чита и пише                                       | 309      |
| 96  | Мушко становништво старосног доба од 8 до 14 година које не може да чита и пише                  | 195      |
| 97  | Женско становништво старосног доби од 8 до 14 година које не може да чита и пише                 | 114      |
| 98  | Становништво од 15 година и више које је неписмено                                               | 2566     |
| 99  | Мушко становништво од 15 година и више које је неписмено                                         | 1012     |
| 100 | Женско становништво од 15 година и више које је неписмено                                        | 1554     |
| 101 | Становништво старо 15 и више година без школовања                                                | 3547     |
| 102 | Мушко становништво старо 15 и више година без школовања                                          | 1582     |
| 103 | Женско становништво старо 15 и више година без школовања                                         | 1965     |
| 104 | Становништво старосног доба 15 и више година са непотпуним основним образовањем                  | 8463     |
| 105 | Мушко становништво старосног доба од 15 година и више са непотпуном основним образовањем         | 4109     |
| 106 | Женско становништво старосног доба 15 и више година са непотпуном основним образовањем           | 4354     |
| 107 | Становништво старо 15 и више година са комплетним основним образовањем                           | 13576    |
| 108 | Мушко становништво старо 15 година и више са комплетним основним образовањем                     | 6331     |
| 109 | Женско становништво старо 15 и више година са комплетним основним образовањем                    | 7245     |
| 110 | Становништво старосног доба 15 и више година са непотпуним средњим образовањем                   | 4658     |
| 111 | Мушко становништво старосног доба од 15 година и више са непотпуним средњим образовањем          | 2505     |
| 112 | Женско становништво старосног доба од 15 година и више са непотпуним средњим образовањем         | 2153     |
| 113 | Становништво старо 15 и више година са пуним секундарном образовањем                             | 20345    |
| 114 | Мушко становништво старосног доба од 15 година и више са пуним секундарном образовањем           | 9354     |
| 115 | Женско становништво старосног доба од 15 година и више са пуним секундарном образовањем          | 10991    |
| 116 | Становништво старије од 18 година са постосновним образовањем                                    | 27399    |
| 117 | Мушко становништво старије од 18 година са постосновним образовањем                              | 13113    |
| 118 | Женско становништво старије од 18 година са постосновним образовањем                             | 14286    |
| 119 | Просечна оцена школовања                                                                         | 9.07     |
| 120 | Просечан ниво образовања мушке популације                                                        | 9.11     |
| 121 | Просечан ниво образовања женског становништва                                                    | 9.03     |
| 122 | Економски активно становништво                                                                   | 47511    |
| 123 | Економски активна мушка популација                                                               | 30883    |
| 124 | Економски активна женска популација                                                              | 16628    |
| 125 | Становништво које није економски активно                                                         | 40729    |
| 126 | Мушко становништво које није економски активно                                                   | 10924    |
| 127 | Женско становништво које није економски активно                                                  | 29805    |
| 128 | Запослено становништво                                                                           | 45681    |
| 129 | Запослено мушко становништво                                                                     | 29421    |
| 130 | Запослено женско становништво                                                                    | 16260    |
| 131 | Незапослена популација                                                                           | 1830     |
| 132 | Незапослена мушка популација                                                                     | 1462     |
| 133 | Незапослена женска популација                                                                    | 368      |
| 134 | Становништво без права на здравствене услуге                                                     | 31041    |
| 135 | Становништво које има право на здравствене услуге                                                | 86504    |
| 136 | Становништво које има право на ИМСС                                                              | 60937    |
| 137 | Становништво које има право на социјално осигурање                                               | 8489     |
| 138 | Становништво које има право на државно социјално осигурање                                       | 492      |
| 139 | Становништво које има право на опште осигурање или здравствено осигурање за нову генерацију      | 16360    |
| 140 | Становништво које је било једном или није било у браку током 12 година и више                    | 31405    |
| 141 | Венчано или уједињено становништво од 12 година и више                                           | 49115    |
| 142 | Становништво које је било у браку или уједињено 12 година и више                                 | 7918     |
| 143 | Становништво са католичком религијом                                                             | 109123   |
| 144 | Протестанти, еванђелисти и библијски следбеници различити од еванђелиста                         | 6406     |
| 145 | Становништво са другим религијама различитим од претходних                                       | 36       |
| 146 | Становништво без религије                                                                        | 1520     |
| 147 | Укупно пописаних домаћинства                                                                     | 29365    |
| 148 | Пописна домаћинства на челу са мушкарцима                                                        | 22278    |
| 149 | Пописна домаћинства на челу са женама                                                            | 7087     |
| 150 | Становништво у пописним домаћинствима                                                            | 117513   |
| 151 | Становништво у пописним домаћинствима на челу са мушкарцима                                      | 93265    |
| 152 | Становништво у пописним домаћинствима на челу са женама                                          | 24248    |
| 153 | Укупно домаћинстава                                                                              | 36583    |
| 154 | Укупно насељених домаћинстава                                                                    | 30446    |
| 155 | Укупно приватних кућа                                                                            | 35502    |
| 156 | Насељени приватни домови                                                                         | 29365    |
| 157 | Укупно насељених приватних кућа                                                                  | 30443    |
| 158 | Ненасељене приватне куће                                                                         | 4918     |
| 159 | Појединачна домаћинства за привремену употребу                                                   | 1219     |
| 160 | Становници у насељеним приватним кућама                                                          | 117513   |
| 161 | Насељеност станара у приватним становима                                                         | 4        |
| 162 | Просечно становника по соби у приватним насељеним домаћинствима                                  | 0.93     |
| 163 | Појединачна домаћинства са подовима од различитих материјала од земље                            | 28734    |
| 164 | Појединачна домаћинства у приземљу                                                               | 567      |
| 165 | Појединачна домаћинства са једном спаваћом собом                                                 | 6622     |
| 166 | Појединачна домаћинства са две спаваће собе и више                                               | 22680    |
| 167 | Појединачна домаћинства са једним собом                                                          | 634      |
| 168 | Појединачна домаћинства са две собе                                                              | 2750     |
| 169 | Појединачна домаћинства са 3 собе и више                                                         | 25884    |
| 170 | Појединачна домаћинства која имају електрично светло                                             | 29153    |
| 171 | Појединачна домаћинства која немају електрично светло                                            | 180      |
| 172 | Појединачна домаћинства која имају водоводну воду у стамбеном простору                           | 28378    |
| 173 | Појединачна домаћинства која немају водоводну воду у стамбеном простору                          | 921      |
| 174 | Појединачна домаћинства која имају тоалет                                                        | 28887    |
| 175 | Појединачна домаћинства која имају канализацију                                                  | 28965    |
| 176 | Појединачна домаћинства која немају канализацију                                                 | 332      |
| 177 | Појединачна домаћинства која имају електрично светло, довод воде из јавне мреже и канализацију   | 28163    |
| 178 | Појединачна домаћинства без икаквих услова                                                       | 116      |
| 179 | Појединачна домаћинства која имају радио                                                         | 25894    |
| 180 | Појединачна домаћинства која имају телевизор                                                     | 28701    |
| 181 | Појединачна домаћинства која имају фрижидер                                                      | 26914    |
| 182 | Појединачна домаћинства која имају машину за веш                                                 | 24883    |
| 183 | Појединачна домаћинства која имају аутомобил или комби                                           | 18266    |
| 184 | Појединачна домаћинства која имају рачунар                                                       | 10157    |
| 185 | Појединачна домаћинства која имају фиксну телефонску линију                                      | 13431    |
| 186 | Појединачна домаћинства која имају мобилни телефон                                               | 22049    |
| 187 | Појединачна домаћинства која имају приступ интернету                                             | 6791     |
| 188 | Величина локације                                                                                | 11       |